# Alicún de Ortega
Alicún de Ortega ist eine Gemeinde in der Provinz Granada im Südosten Spaniens mit 454 Einwohnern (Stand: 2024). Die Gemeinde liegt in der Comarca Los Montes. 

## Geografie
Die Gemeinde liegt im Norden der Provinz und grenzt an Alamedilla, Dehesas de Guadix, Pedro Martínez und Quesada. 

## Geschichte
Der Ort hieß in der Römerzeit Acatucci, und später Agatugia. Der Name Alicún geht auf die maurische Zeit zurück und spielt auf die Einrichtung von Thermalbädern an, welche es hier gab. Im Mittelalter lag der Ort im umkämpften Grenzgebiet zwischen Al-Andalus und den christlichen Königreichen. Der Ort wurde kurz vor der Eroberung von Granada durch die Katholischen Könige eingenommen.